# Roj (film fra 1990)
Roj (russisk: Рой) er en sovjetisk spillefilm fra 1990 af Vladimir Khotinenko.

## Medvirkende
- Vladimir Ilin som Artjusja
- Tjeslav Susjkevitj som Aljosja Zavarzin
- Ivan Agafonov som Vasilij Zavarzin
- Viktor Smirnov som Iona Zavarzin
- Boris Galkin som Viktor Zavarzin